# Phylloscopus sindianus
El mosquitero montano (Phylloscopus sindianus) es una especie de ave paseriforme de la familia Phylloscopidae propia de las montañas del Caucaso y Asia Occidental y Central.

## Descripción
El mosquitero montano es un pájaro pequeño que mide alrededor de 11 cm de largo. Sus partes superiores son de color pardo grisáceo con las inferiores blanquecinas. Presenta largas listas superciliares blancas. Su pico es negro, fino y puntiagudo. Su canto es casi idéntico al del mosquitero común, pero su llamada consiste en un débil psew.

## Distribución y subespecies
El mosquitero montano tiene dos subespecies con áreas de distribución separadas:
- P. s. lorenzii - de plumaje más castaño y oscuro que la subespecie nominal. Cría en el Caucaso y montañas adyacentes, pasa el invierno en el golfo pérsico
- P. s. sindianus - cría en las montañas que circundan el oeste de la meseta tibetana (Altái Pamir, Karakórum, Hindú Kush e Himalaya occidental), pasa el invierno en altitudes inferiores y montañas del suroeste del subcontinente indio.